# ジョン・ルーサー・ロング

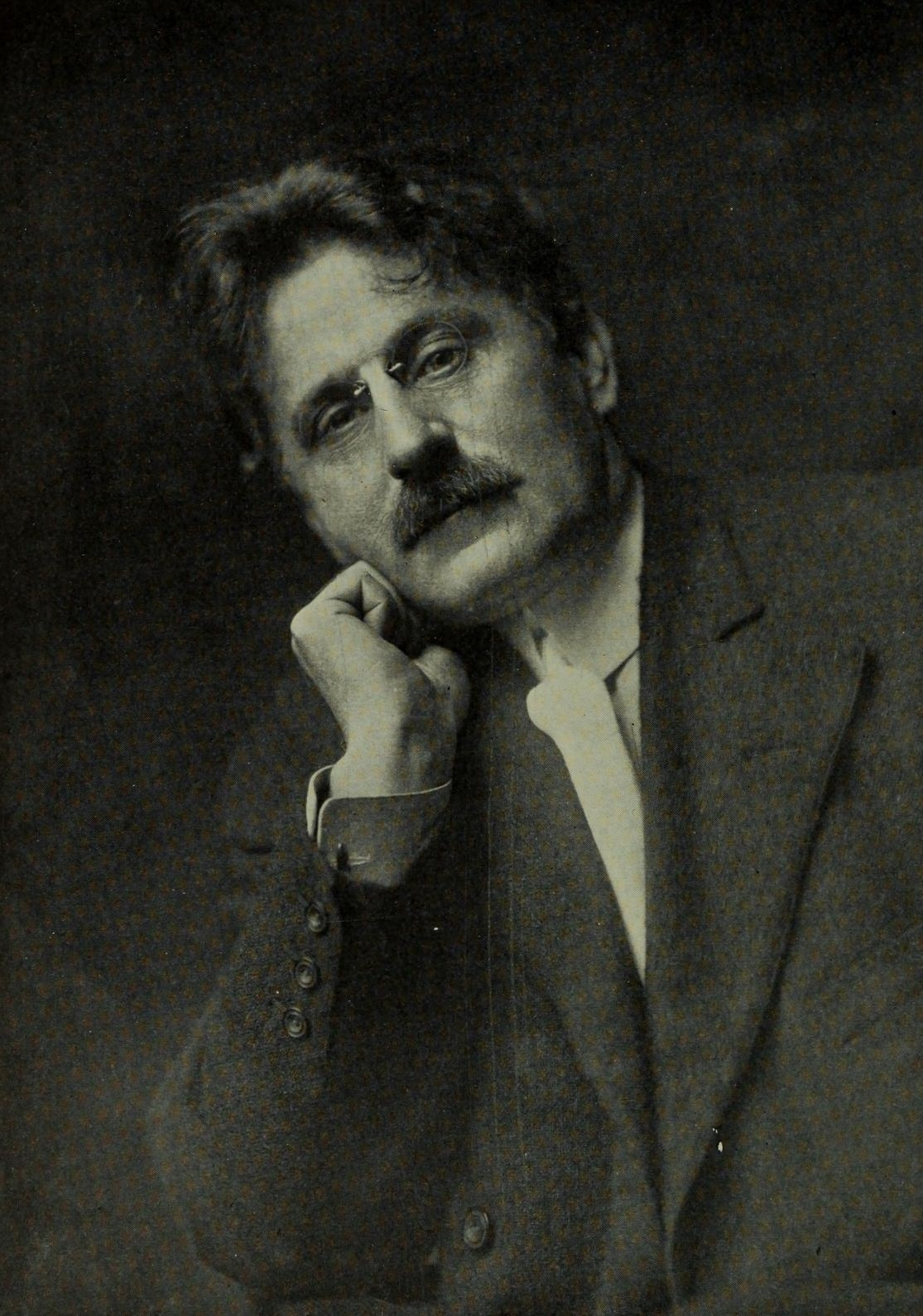
ジョン・ルーサー・ロング

ジョン・ルーサー・ロング（John Luther Long、1861年1月1日 - 1927年10月31日）は、アメリカ合衆国ペンシルベニア州フィラデルフィア生まれの弁護士、小説家。
ロングは、姉のサラ・ジェーン・コレルが宣教師の妻として日本に滞在した際に聞いた話を基に、短編小説『マダム・バタフライ』（Madame Butterfly）を書いたことで知られる。同小説は1898年にユタ大学の学生雑誌『センチュリー・マガジン』1月号に発表された。1900年には劇作家デーヴィッド・ベラスコによって戯曲化され、ニューヨークで初演された。1904年初演のプッチーニ作のオペラ『蝶々夫人』（Madama Butterfly）は当小説と戯曲とを原作として作られた。
また、ベラスコとともに同じく日本を舞台としたジャポニスム劇『神々の寵児（The Darling of The Gods）』も制作し、ニューヨークとロンドンで舞台化された。ロンドン公演の際には衣装や背景セットに牧野義雄が助言した 。この舞台に触発され、ダンセイニ卿は『ペガーナの神々』を執筆した。

## 訳書
- 『原作 蝶々夫人』古崎博訳著、長崎ウエスレヤン大学、1981年
- デイヴィッド・ベラスコ共著『かんなぎの戀』弾青娥 訳、西方猫耳教会、2018年